# Liste des routes d'État au Dakota du Nord
Les routes d'État au Dakota du Nord sont des routes d'État entretenues par le North Dakota Department of Transportation (NDDOT).

## Signalisation
Jusqu'en 2016, les routes d'État arboraient une signalisation portant les lettres "N" et "D" dans les coins supérieurs avec un profil d'un Premier Peuple, basé sur un officier de police Lakota, Marcellus Red Tomahawk. Depuis 2016, le panneau porte l'inscription "North Dakota" sur un fond noir avec la forme de l'État en dessous. Cette transition prendra plusieurs années avant d'être complétée; les panneaux n'étant remplacés que lorsque nécessaire. Les deux versions peuvent être aperçues sur les routes de l'État.

## Liste des routes d'État
| Numéro  | Longueur (mi) | Longueur (km) | Terminus sud / ouest | Terminus nord / est                                                                                         | Créée | Notes                                                                                     |
| ------- | ------------- | ------------- | --- | --- | ----- | ----------------------------------------------------------------------------------------- |
| ND 1    | 230,44        | 370,86        | SD 37 à la frontière du Dakota du Sud près de Ludden                                                                     | PTH 31 à la frontière canadienne à Maida                                                                    | 1927  |                                                                                           |
| ND 3    | 247,53        | 398,36        | SD 45 à la frontière du Dakota du Sud                                                                                    | US 281 / PTH 10 à la frontière canadienne près de Dunseith                                                  | 1927  |                                                                                           |
| ND 4    | 10,28         | 16,55         | US 281 / ND 5 à Armourdale                                                                                               | PTH 5 à la frontière canadienne                                                                             | 1997  |                                                                                           |
| ND 5    | 335,81        | 540,44        | MT 5 à la frontière du Montana près de Fortuna                                                                           | MN 175 à la frontière du Minnesota près de Joliette                                                         | 1926  |                                                                                           |
| ND 6    | 67,41         | 108,49        | SD 63 à la frontière du Dakota du Sud                                                                                    | I-94 Bus. à Mandan                                                                                          | 1926  |                                                                                           |
| ND 8    | 211,32        | 340,09        | SD 75 à la frontière du Dakota du Sud                                                                                    | Hwy 9 à la frontière canadienne à Northgate                                                                 | 1927  |                                                                                           |
| ND 9    | 53,60         | 86,26         | US 52 / US 281 à Melville                                                                                                | ND 1 à Rogers                                                                                               | 1926  |                                                                                           |
| ND 10   | 14,55         | 23,42         | US 52 / I-94 près de Casselton                                                                                           | US 10 près de West Fargo                                                                                    | —     | Non-indiquée                                                                              |
| ND 11   | 182,46        | 293,64        | US 83 près de Hague | MN 55 à la frontière du Minnesota près de Fairmount                                                         | 1926  |                                                                                           |
| ND 13   | 205,53        | 330,77        | ND 1804 près de Linton                                                                                                   | ND 210 à Wahpeton                                                                                           | 1926  |                                                                                           |
| ND 14   | 175,00        | 281,64        | I-94 à Sterling | PTH 21 à la frontière canadienne près de Carbury                                                            | 1926  |                                                                                           |
| ND 15   | 134,14        | 215,87        | US 52 à Fessenden | I-29 / US 81 près de Thompson                                                                               | 1926  |                                                                                           |
| ND 16   | 77,92         | 125,39        | ND 68 près de Trotters                                                                                                   | Golva | 1928  |                                                                                           |
| ND 17   | 140,37        | 225,91        | ND 3 près de Barton | MN 317 à la frontière du Minnesota                                                                          | 1926  |                                                                                           |
| ND 18   | 242,15        | 389,70        | SD 75 à la frontière du Dakota du Sud près de Lidgerwood                                                                 | PTH 30 à la frontière canadienne près de Neche                                                              | 1926  |                                                                                           |
| ND 19   | 68,99         | 111,03        | CR 19 / CR 11 aux limites entre les comtés de McHenry et de Pierce                                                       | ND 20 à Devils Lake                                                                                         | 1926  |                                                                                           |
| ND 20   | 170,55        | 274,47        | US 52 / US 281 à Jamestown                                                                                               | PTH 34 à la frontière canadienne près de Sarles                                                             | 1926  |                                                                                           |
| ND 21   | 122,38        | 196,96        | US 85 dans le comté de Slope                                                                                             | ND 6 près de Breien                                                                                         | 1926  |                                                                                           |
| ND 22   | 156,05        | 251,14        | SD 79 à la frontière du Dakota du Sud près de Reeder                                                                     | ND 23 près de New Town                                                                                      | 1926  |                                                                                           |
| ND 23   | 122,03        | 196,39        | US 85 / ND 200 à Watford City                                                                                            | ND 41 près de Velva                                                                                         | 1926  |                                                                                           |
| ND 24   | 45,05         | 72,50         | ND 6 près de Selfridge                                                                                                   | ND 6 à Breien                                                                                               | 1927  |                                                                                           |
| ND 25   | 34,76         | 55,94         | I-94 près de Mandan | ND 31 à Hannover                                                                                            | 1926  |                                                                                           |
| ND 26   | 21,46         | 34,54         | ND 1 à Dazey | ND 32 près de Pillsbury                                                                                     | 1931  |                                                                                           |
| ND 27   | 44,97         | 72,38         | ND 1 près de Verona | ND 18 près de Wyndmere                                                                                      | 1926  |                                                                                           |
| ND 28   | 67,00         | 107,83        | ND 37 près de Roseglen US 2 à Berthold                                                                                   | ND 23 près de Ryder Hwy 8 à la frontière canadienne près de Sherwood                                        | 1926  |                                                                                           |
| ND 30   | 131,43        | 211,51        | ND 13 à Lehr US 52 / ND 200 près de Sykeston ND 66 près de Mylo                                                          | I-94 près de Medina US 2 près de York PTH 34 à la frontière canadienne près de Saint John                   | 1926  |                                                                                           |
| ND 31   | 69,20         | 111,36        | SD 65 à la frontière du Dakota du Sud I-94 près de New Salem                                                             | ND 21 près de Flasher Stanton                                                                               | 1926  |                                                                                           |
| ND 32   | 236,67        | 380,89        | SD 27 à la frontière du Dakota du Sud près de Havana                                                                     | PTH 32 à la frontière canadienne près de Walhalla                                                           | 1926  |                                                                                           |
| ND 34   | 56,93         | 91,62         | US 83 à Hazelton | ND 56 près de Gackle                                                                                        | 1931  |                                                                                           |
| ND 35   | 27,26         | 43,88         | US 2 à Michigan | ND 17 près d'Adams                                                                                          | 1931  |                                                                                           |
| ND 36   | 90,34         | 145,40        | US 83 à Wilton | US 52 / US 281 près de Pingree                                                                              | 1926  |                                                                                           |
| ND 37   | 61,92         | 99,65         | ND 23 près de Parshall                                                                                                   | US 83 près de Garrison                                                                                      | 1926  |                                                                                           |
| ND 38   | 36,33         | 58,47         | I-94 / US 52 près de Buffalo                                                                                             | ND 32 à Hope                                                                                                | 1926  |                                                                                           |
| ND 40   | 63,45         | 102,11        | US 2 près de Tioga | Hwy 47 à la frontière canadienne près de Noonan                                                             | 1926  |                                                                                           |
| ND 41   | 86,22         | 138,76        | US 83 à Wilton | US 2 près de Norwich                                                                                        | 1926  |                                                                                           |
| ND 42   | 37,44         | 60,26         | ND 50 près de Corinth | Hwy 47 à la frontière canadienne près d'Ambrose                                                             | 1927  |                                                                                           |
| ND 43   | 23,30         | 37,50         | ND 14 près de Carbury | US 281 / ND 3 près du International Peace Garden                                                            | 1931  |                                                                                           |
| ND 44   | 3,45          | 5,55          | ND 66 à Drayton | I-29 près de Drayton                                                                                        | 1926  |                                                                                           |
| ND 45   | 18,05         | 29,05         | ND 200 à Cooperstown | ND 32 près de Sharon                                                                                        | 1927  |                                                                                           |
| ND 46   | 120,82        | 194,45        | ND 30 près de Streeter                                                                                                   | I-29 près d'Oxbow                                                                                           | 1927  |                                                                                           |
| ND 48   | 12,17         | 19,58         | ND 25 près de Center ND 200 près de Riverdale                                                                            | ND ALT 200 près de Fort Clark US 83 à Coleharbor                                                            | 1975  | Le deuxième segment suit la Lewis and Clark Trail                                         |
| ND 49   | 104,41        | 168,03        | SD 73 à la frontière du Dakota du Sud                                                                                    | ND 200 près de Beulah                                                                                       | 1927  |                                                                                           |
| ND 50   | 100,25        | 161,33        | MT 258 à la frontière du Montana près de Grenora                                                                         | US 52 près de Coulee                                                                                        | 1927  |                                                                                           |
| ND 53   | 45,04         | 72,48         | US 83 à Max | US 52 près de Balfour                                                                                       | 1935  |                                                                                           |
| ND 54   | 2,26          | 3,64          | I-29 près d'Oslo, MN | MN 1 à la frontière du Minnesota à Oslo, MN                                                                 | 1927  |                                                                                           |
| ND 56   | 50,20         | 80,79         | ND 11 près d'Ashley | ND 46 à Gackle                                                                                              | 1927  |                                                                                           |
| ND 57   | 13,28         | 21,37         | US 281 près de Fort Totten                                                                                               | ND 20 près de Camp Grafton                                                                                  | 1931  |                                                                                           |
| ND 58   | 9,80          | 15,77         | ND 200 près de Fairview, MT                                                                                              | ND 1804 près de Buford                                                                                      | 1927  |                                                                                           |
| ND 59   | 1,06          | 1,71          | I-29 à Pembina | MN 171 à la frontière du Minnesota près de Pembina                                                          | 1953  |                                                                                           |
| ND 60   | 29,88         | 48,08         | ND 3 / ND 17 près de Barton                                                                                              | ND 5 près de Bottineau                                                                                      | 1931  |                                                                                           |
| ND 65   | 9,38          | 15,10         | ND 45 près de Cooperstown                                                                                                | ND 1 à Binford                                                                                              | 1937  |                                                                                           |
| ND 66   | 138,72        | 223,25        | ND 3 près de Dunseith | MN 11 à la frontière du Minnesota à Drayton                                                                 | 1963  |                                                                                           |
| ND 67   | 27,47         | 44,20         | US 12 à Scranton | ND 21 près de New England                                                                                   | 1963  |                                                                                           |
| ND 68   | 28,12         | 45,26         | MT 23 à la frontière du Montana près de Sidney, MT                                                                       | US 85 près d'Alexander                                                                                      | —     |                                                                                           |
| ND 73   | 11,33         | 18,24         | ND 23 près de Watford City                                                                                               | ND 22 près de Mandaree                                                                                      | 1975  |                                                                                           |
| ND 89   | 1,96          | 3,15          | Lignite | ND 5 près de Lignite                                                                                        | —     |                                                                                           |
| ND 91   | 1,26          | 2,03          | US 81 à Saint Thomas | US 81 à Saint Thomas                                                                                        | —     | Dans le comté de Pembina                                                                  |
| ND 91   | 0,52          | 0,84          | US 52 à Harvey | ND 3 à Harvey                                                                                               | —     | Dans le comté de Wells                                                                    |
| ND 97   | 2,54          | 4,09          | ND 41 près de Velva | US 52 près de Velva                                                                                         | —     |                                                                                           |
| ND 127  | 22,70         | 36,52         | SD 127 à la frontière du Dakota du Sud près de Fairmount                                                                 | ND 13 à Wahpeton                                                                                            | 1979  |                                                                                           |
| ND 200  | 415,78        | 669,13        | MT 200 près de Fairview, MT                                                                                              | MN 200 à la frontière du Minnesota à Halstad, MN                                                            | 1970  | Fait partie d'une suite de routes d'état numérotées 200 s'étendant du Minnesota à l'Idaho |
| ND 210  | 2,94          | 4,73          | ND 13 à Wahpeton | MN 210 à la frontière du Minnesota à Breckenridge, MN                                                       | —     |                                                                                           |
| ND 256  | 16,41         | 26,40         | US 83 / ND 5 à Renville                                                                                                  | PR 256 à la frontière canadienne                                                                            | 1970  |                                                                                           |
| ND 294  | 2,16          | 3,47          | Aéroport international Hector                                                                                            | I-29 à Fargo                                                                                                | —     |                                                                                           |
| ND 297  | 3,06          | 4,93          | I-29 à Grand Forks | US 2 Bus. à Grand Forks                                                                                     | —     |                                                                                           |
| ND 810  | 5,74          | 9,24          | I-194 à Mandan | I-94 Bus. à Bismarck                                                                                        | —     | Fait partie de la Bismarck Expressway                                                     |
| ND 1804 | 342,81        | 551,69        | SD 1804 à la frontière du Dakota du Sud                                                                                  | S-327 à la frontière du Montana à Fort Union Trading Post                                                   | —     | Fait partie de la Lewis and Clark Trail; la numérotation reflète l'année de l'expedition  |
| ND 1806 | 130,75        | 210,42        | ND 24 près de Cannon Ball ND 200 au Parc d'état de Lake Sakakawea ND 23 près de Charlson CR 2 près de Tobacco Garden Bay | Limite des comtés d'Oliver et de Morton ND 8 près de Twin Buttes CR 2 près de Charlson ND 23 à Watford City | —     | Fait partie de la Lewis and Clark Trail; la numérotation reflète l'année de l'expedition  |
|         |               |               | | |       |                                                                                           |